# Glaucocharis sikkimella
Glaucocharis sikkimella là một loài bướm đêm trong họ Crambidae.